# 4888 Doreen
4888 Doreen је астероид главног астероидног појаса чија средња удаљеност од Сунца износи 2,350 астрономских јединица (АЈ).
Апсолутна магнитуда астероида је 13,8.